# Prvenstvo Avstralije 1958
Prvenstvo Avstralije 1958 v tenisu.

## Moški posamično
Ashley Cooper :  Malcolm Anderson, 7–5, 6–3, 6–4

## Ženske posamično
Angela Mortimer Barrett :  Lorraine Coghlan Robinson, 6–3, 6–4

## Moške dvojice
Ashley Cooper /  Neale Fraser :  Roy Emerson /   Robert Mark, 7–5, 6–8, 3–6, 6–3, 7–5

## Ženske dvojice
Mary Bevis Hawton /  Thelma Coyne Long :  Lorraine Coghlan /  Angela Mortimer Barrett, 7–5, 6–8, 6–2

## Mešane dvojice
Mary Bevis Hawton  /  Bob Howe :  Angela Mortimer Barrett /  Peter Newman, 9–11, 6–1, 6–2